# Anna Tarniewicz
Anna Tarniewicz (ur. 11 stycznia 1909 w Spytkowicach, zm. 19 listopada 1987) – polska rolniczka i polityk, poseł na Sejm PRL I i II kadencji.

## Życiorys
Córka Józefa. Z zawodu rolniczka, należała do spółdzielni produkcyjnej oraz koła gospodyń wiejskich. Wstąpiła do Zjednoczonego Stronnictwa Ludowego, pełniła funkcję prezesa powiatowego komitetu ZSL w Jeleniej Górze. Pełniła mandat radnej wojewódzkiej rady narodowej, w 1952 i 1957 uzyskiwała mandat posła na Sejm PRL. W trakcie II kadencji Sejmu pracowała w Komisji Zdrowia i Kultury Fizycznej.
Odznaczona m.in. Złotym (1955) i Srebrnym Krzyżem Zasługi (1951) oraz Medalem "Za zasługi dla ruchu ludowego" (1984).
Pochowana w Alei Zasłużonych cmentarza komunalnego nr 1 w Jeleniej Górze (rząd 4 nr 5)